# 台湾総合大学システム
台湾総合大学システム（たいわんそうごうだいがくシステム、TCUS）は、台湾の総合大学連盟である。
2016年、TCUSはドイツのTU9と協力覚書（MoU）を締結した。

## 概要
2008年、国立中山大学が主導して「台湾T3大学連盟」を設立し、国立成功大学と国立中興大学を招待した。「T3」とは「TOP3」を意味し、北台湾以外で最も優れた3つの大学を指している。
2011年、国立中正大学がこの大学連盟に加入し、名称が「台湾T4大学連盟」に変更された。
2012年、台湾教育部により正式に認可され、本連盟は「台湾総合大学システム」となり、略称は「台総大」と定められた。香港科技大学の元学長であり、ノーベル賞候補者でもある朱経武氏が初代学長に就任した。
2016年、台総大に加盟する4大学の編入試験が統一入試制度へと変更された。

## 構成大学
- 国立中興大学（NCHU、台中市）：中台湾最大の総合大学。
- 国立成功大学（NCKU、台南市）：南台湾最大の総合大学であり、6つの指定国立研究大学の一つ。
- 国立中山大学（NSYSU、高雄市）：南台湾初の国立総合大学であり、6つの指定国立研究大学の一つ。
- 国立中正大学（CCU、嘉義県）：台湾初の郊外型カレッジタウン大学。